# Nordborchen
Nordborchen is een plaats in de Duitse gemeente Borchen, deelstaat Noordrijn-Westfalen, en telt 4.255 inwoners (gemeentestatistiek 31 december 2019).
Het dorp, dat het karakter heeft van een voornamelijk uit woonwijken bestaand voorstadje van het direct noordwaarts gelegen Paderborn, vormt in feite één geheel met het aan de zuidkant aangrenzende Kirchborchen.
Ten westen van het dorp loopt de Autobahn A33, waarvan afrit 29 naar Borchen leidt. Nabij het dorp stroomt de beek Altenau uit in het -niet bevaarbare- riviertje de Alme.
De Mallinckrodthof te Nordborchen is een voormalig kasteeltje, waarvan het uit 1686 daterende hoofdgebouw, opgetrokken in vakwerkstijl, later dienst deed als herenboerderij en van 1912 tot 1995 als landbouwschool. Sedert 1995 is het gebouwencomplex gemeente-eigendom. Het dient voor onderwijsdoeleinden (o.a. als volkshogeschool), terwijl ook diverse afdelingen van het gemeentebestuur, het clubhuis van de grootste sportvereniging van de gemeente, alsmede de woning van een in de regio zeer bekende poppenspeelster er is gevestigd. Ook is er een eenvoudige horecagelegenheid. Om het complex heen ligt een park met een boomgaard. Het geheel is voor het grootste deel vrij toegankelijk. In de tuin staat een tempelachtig theehuisje, waar, volgens de gemeentewebsite, in de 19e eeuw de dichteres Annette von Droste-Hülshoff regelmatig kwam en aan haar literaire oeuvre werkte.

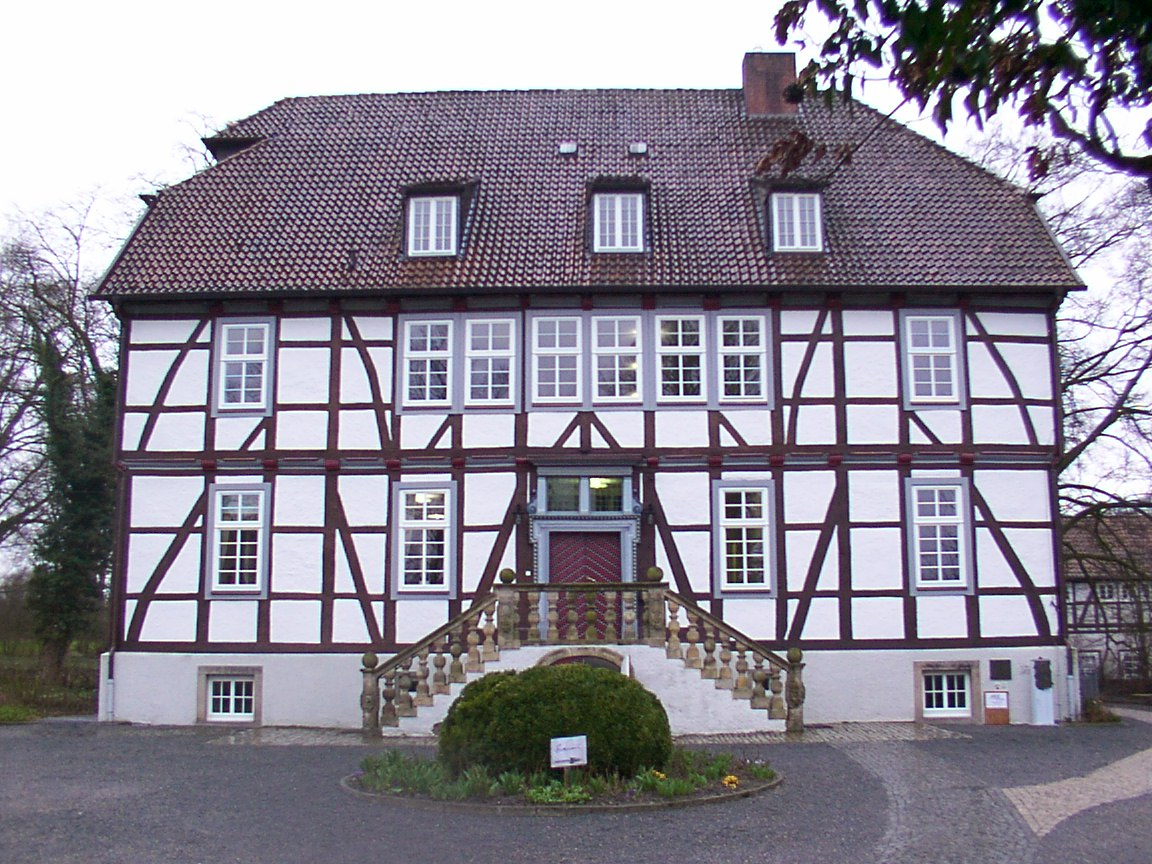
Nordborchen, Mallinckrodthof

Voor gegevens over o.a. de geschiedenis zie onder Borchen. Ook de website van de Mallinckrodthof biedt historische informatie.

## Weblink
- www.mallinckrodthof.de/Website Mallinckrodthof